# Liste der Kulturgüter in Zillis-Reischen
Die Liste der Kulturgüter in Zillis-Reischen enthält alle Objekte in der Gemeinde Zillis-Reischen im Kanton Graubünden, die gemäss der Haager Konvention zum Schutz von Kulturgut bei bewaffneten Konflikten, dem Bundesgesetz vom 20. Juni 2014 über den Schutz der Kulturgüter bei bewaffneten Konflikten sowie der Verordnung vom 29. Oktober 2014 über den Schutz der Kulturgüter bei bewaffneten Konflikten unter Schutz stehen.
Objekte der Kategorien A und B sind vollständig in der Liste enthalten, Objekte der Kategorie C fehlen zurzeit (Stand: 1. Januar 2023).

## Kulturgüter
| Foto |                                                                        | Objekt | Kat. | Typ | Standort                                 | Beschreibung |
| ---- | ---------------------------------------------------------------------- | --- | ---- | --- | ---------------------------------------- | ------------ |
| ja   | Datei hochladen · Wikidata zu St. Martin (Zillis) (Q2321251)           | Reformierte Kirche St. Martin / Baselgia refurmada Son Martegn KGS-Nr.: 03430 | A    | G   | Zillis, Veia da Baselgia 753364 / 166737 |              |
| ja   | Datei hochladen · Wikidata zu Wildener- und Premoli-Brücke (Q29521707) | Wildener- und Premolibrücke / Punt Wildener Premoli KGS-Nr.: 09516 | A    | G   | Reischen, Viamala 753801 / 169835        |              |
| ja   | Datei hochladen · Wikidata zu Kulthöhle Zillis (Q14544398)             | Höhle unter Hasenstein, römische Kulthöhle sowie frühmittelalterliche Bestattungen / Cuvel sut Hasenstein, cuvel cultic roman e funerals dal temp medieval tempriv KGS-Nr.: 09619 | A    | F   | Zillis 753300 / 166360                   |              |
| ja   | Datei hochladen · Wikidata zu (Q29785270)                              | Cuort da Cajafas KGS-Nr.: 03431 | B    | G   | Reischen, Reischen 29–31 754038 / 167500 |              |
| ja   | Datei hochladen · Wikidata zu Tgea Hofer, Zillis-Reischen (Q29785271)  | Haus Hofer / Tgea Hofer KGS-Nr.: 03432 | B    | G   | Reischen 13 754050 / 167400              |              |
| ja   | Datei hochladen · Wikidata zu Rathaus mit Platz (Q29785274)            | Rathaus mit Platz / Tgea cumegn cun plaz KGS-Nr.: 03433 | B    | G   | Zillis, Hauptstrasse 28 753594 / 166814  |              |